# Bình Hòa, An Giang
Bình Hòa là một xã thuộc tỉnh An Giang, Việt Nam.

## Địa lý

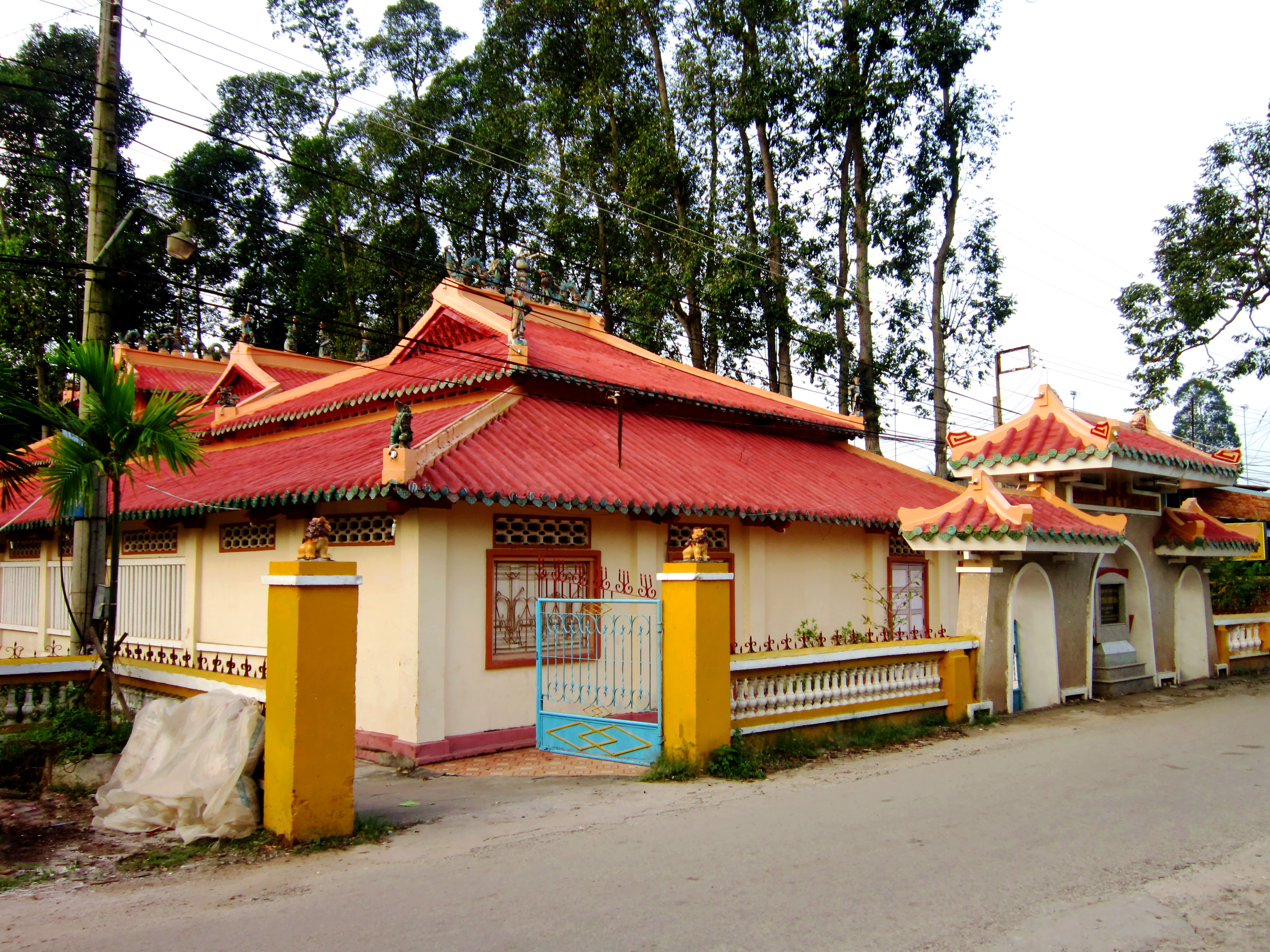
Đình Bình Hòa là di tích Kiến trúc Nghệ thuật cấp tỉnh.

## Lịch sử
Năm 1979, một phần ấp Bình Phú của xã Bình Hòa cùng với ấp Hòa Long, ấp Hòa Phú của xã Hòa Bình Thạnh, một phần đất ấp Bình Thạnh (Xép Bà Lý trở lên phía bắc) của phường Bình Đức, thị xã Long Xuyên được tách ra để lập thành thị trấn An Châu. Đồng thời, ấp An Hòa của xã Bình Hòa cùng với ấp Bình An của xã Bình Thủy được tách ra để lập thành xã An Hòa.

## Các dự án phát triển kinh tế - xã hội xã Bình Hoà
- Dự án khu đô thị nam xã Bình Hoà.
- Dự án Đất Thành Bình Hoà.
- Dự án khu dân cư thương mại Mương Trâu.
- Dự án chung cư nhà ở xã hội First Home Bình Hoà.
- Dự án mở rộng khu công nghiệp Bình Hoà 120 ha.
- Dự án mở rộng khu dân cư chợ xã Bình Hoà
- Dự án khu đô thị, thương mại, dịch vụ, logistic Bình Hoà
- Dự án đường tỉnh 941 nối dài

## Kinh tế - xã hội
Là một xã cù lao kinh tế chính là nông nghiệp.

### Giáo dục
Xã có ba trường học:
- Trường THCS Bình Thạnh
- Trường TH A Bình Thạnh
- Trường TH B Bình Thạnh.
- Trường TH B Bình Thạnh (B2)

## Giao thông
Toàn bộ đường xá được lán nhựa và có hệ thống đèn chiếu sáng nhưng còn thô sơ.
```
-->
```

## Hình ảnh

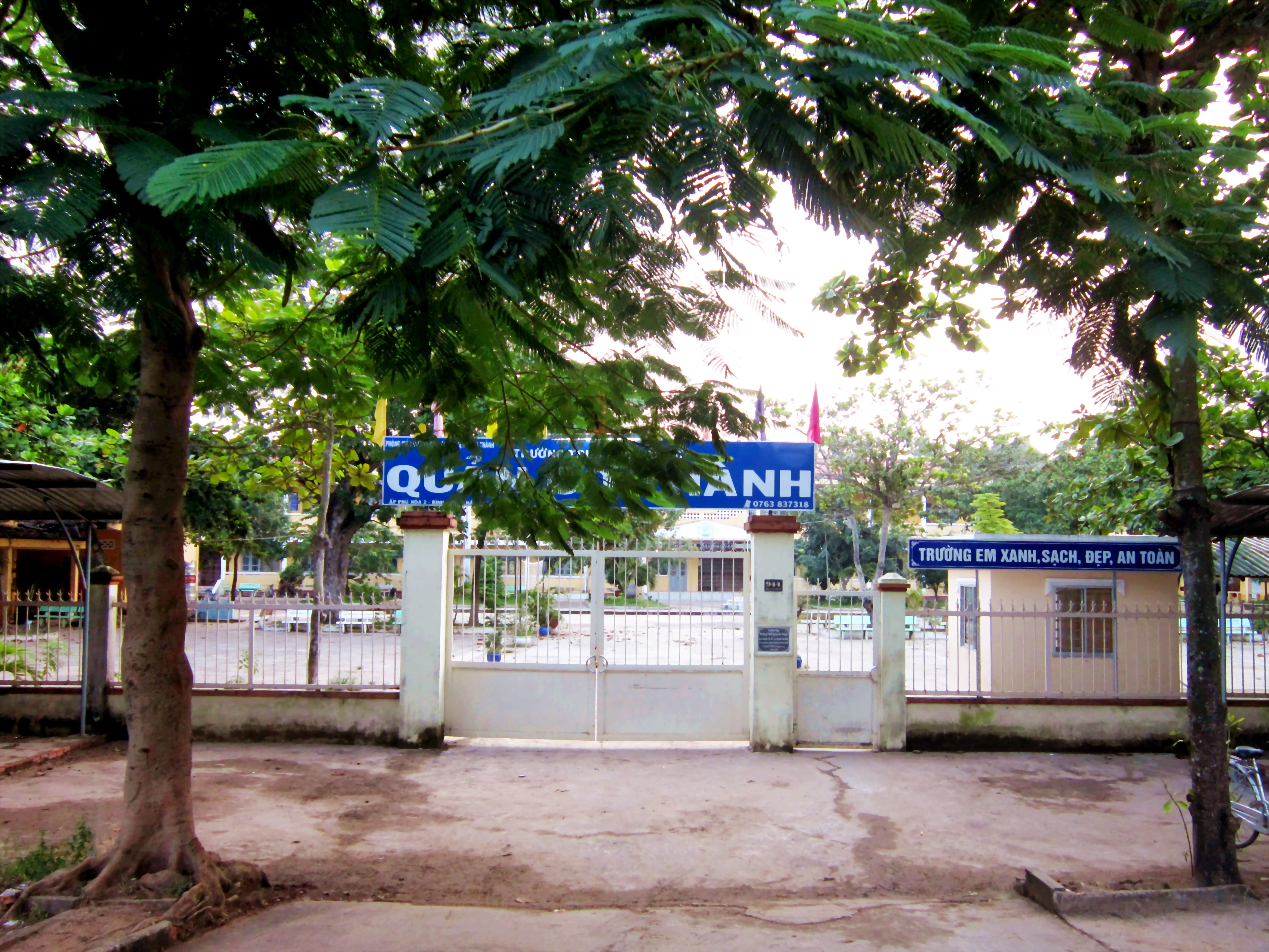
Trường THCS Quản Cơ Thành ở xã Bình Hòa.
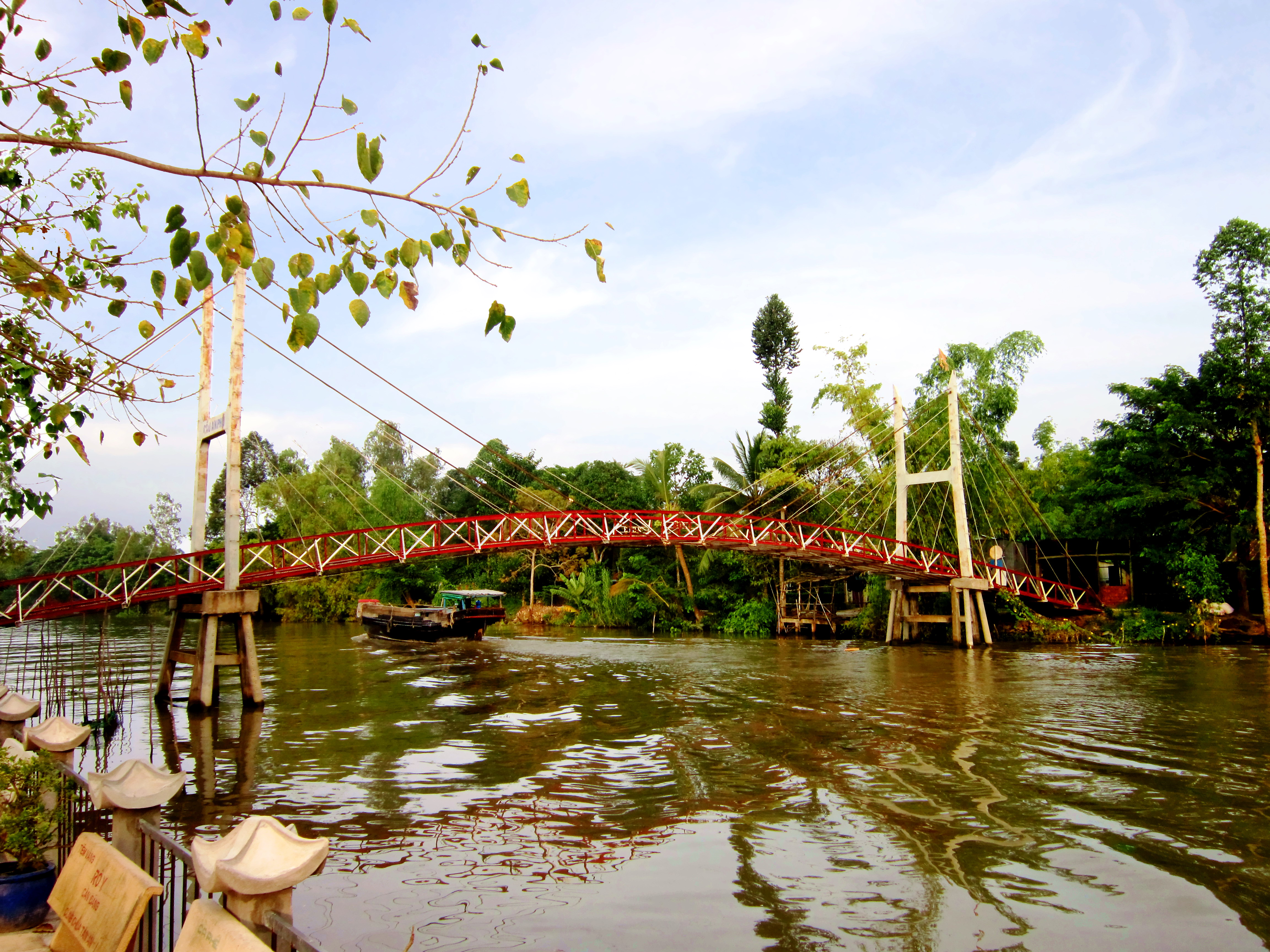
Cầu treo An Phú ở xã Bình Hòa[3].
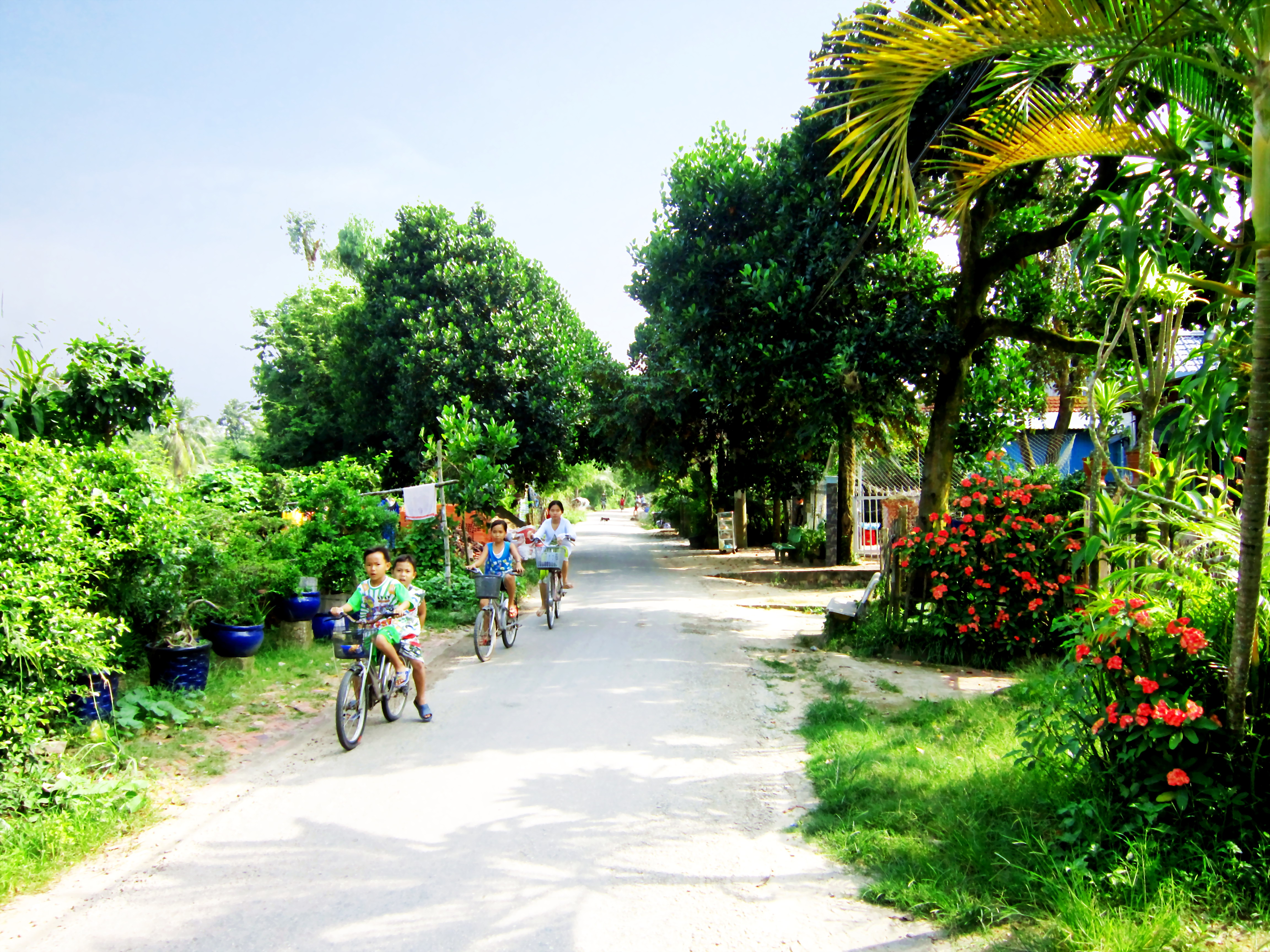
Đường giao thông chính ở xã Bình Hòa.
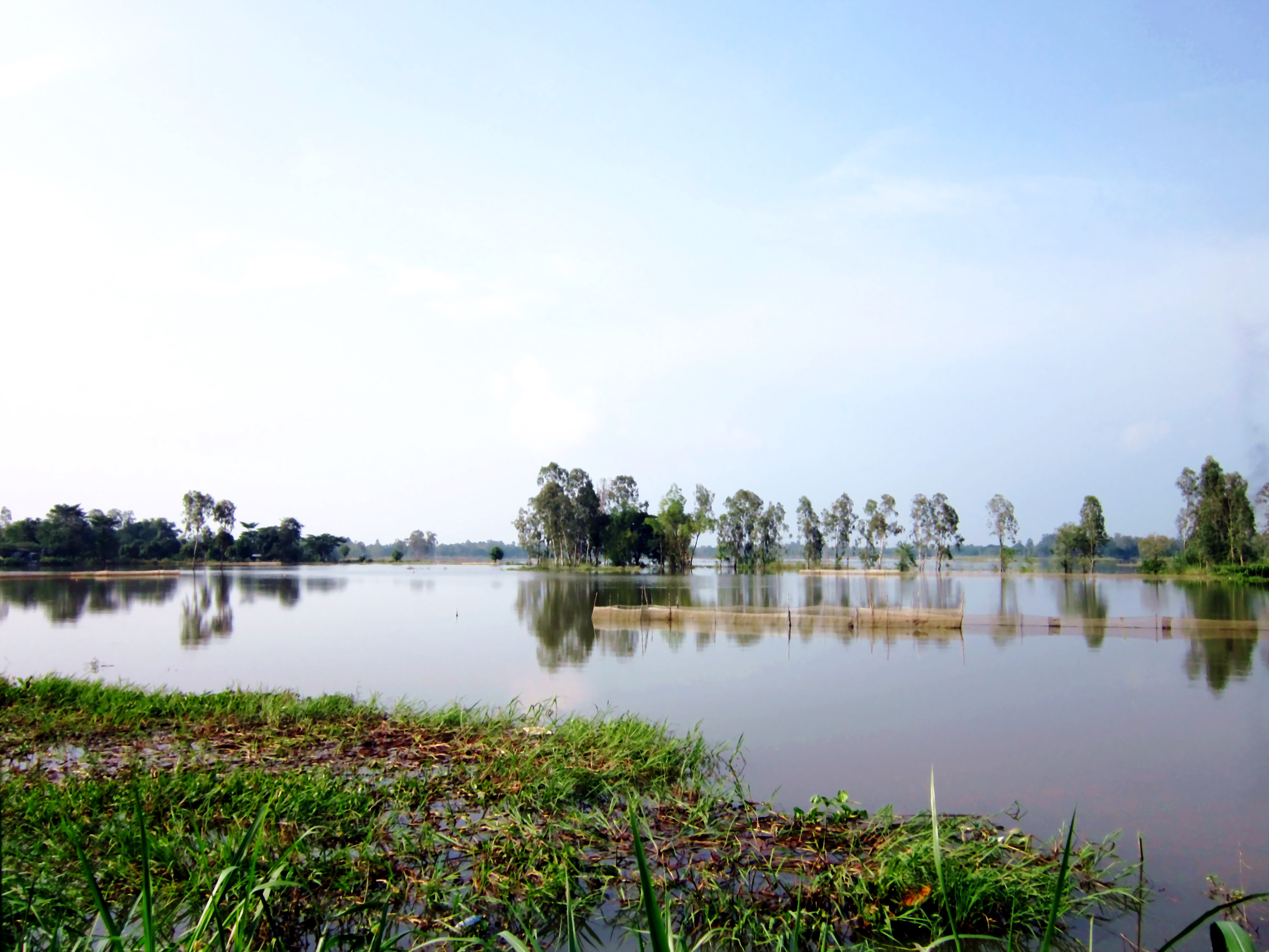
Một cánh đồng ở xã Bình Hòa vào mùa nước nổi.